# Скок, Марина Владимировна
Марина Владимировна Скок (19 ноября 1956 — 11 апреля 2024) — советский и украинский учёный, заведующая Лабораторией иммунологии клеточных рецепторов Института биохимии им. А. В. Палладина, доктор биологических наук, профессор, академик НАНУ.
Родилась 19 ноября 1956 года в Киеве, дочь нейрофизиолога Владимира Ивановича Скока (1932—2003) и патофизиолога Ирины Николаевны Алексеевой (1934—2011).
В 1979 году окончила Киевский университет. Училась в аспирантуре, в 1983 г. защитила кандидатскую диссертацию:
- Иммунохимический анализ цитохрома c: диссертация … кандидата биологических наук : 03.00.04. — Киев, 1983. — 142 с. : ил.

Работала в Институте биохимии им. А. В. Палладина АН УССР (НАНУ), с 2012 года заведующая Лабораторией иммунологии клеточных рецепторов.
Научные интересы: молекулярная биология, биохимия, физиология.
В 2006 году защитила докторскую диссертацию «Строение и функции никотиновых ацетилхолиновых рецепторов В-лимфоцитов». За этот цикл исследований в 2012 году была присуждена Премия им. И. Мечникова НАН Украины. В 2014 году присвоено учёное звание профессора.
7 марта 2018 года избрана действительным членом НАН Украины.
Умерла в Киеве 11 апреля 2024 года.
Сочинения:
- Основи імунології: курс лекцій / М. В. Скок. — К. : Фітосоціоцентр, 2002. — 151 с.
- Будова і функції нікотинових ацетилхолінових рецепторів в- лімфоцитів : Дис… д-ра біол. наук: 03.00.04 / НАН України; Інститут біохімії ім. О. В. Палладіна. — К., 2006. — 299арк. : рис., табл. — Бібліогр.: арк. 257—299.